# Carlos Antonio López
Carlos Antonio López (Assunção, 4 de Novembro de 1790 — Assunção, 10 de Setembro de 1862) foi um político paraguaio, presidente de seu país. Era pai de Francisco Solano López.
Na presidência, impulsionou obras públicas, estruturou o exército e a marinha. Em 1848 decretou o fim das missões no Paraguai e estendeu aos índios a condição de cidadãos. Foi responsável pela modernização, por exemplo a construção de ferrovias, e abertura internacional em seu país, entre as décadas de 1840 e 1860.
Sua proposta de modernização, no entanto, foi dificultada pelo governo argentino, que há anos havia bloqueado o acesso paraguaio ao Rio Paraná e ao Rio Paraguai. Com isso, o país de Carlos Antônio López não tinha acesso ao oceano e apresentava dificuldades no comércio exterior.

## Primeiros anos, família e educação
Carlos Antonio López Ynsfrán nasceu em 4 de novembro de 1790 no bairro de Manorá, no subúrbio de Assunção. Era um dos oitos filhos de Miguel Cirilo López, um alfaiate de ascendência espanhola, com Melchora Ynsfrán.
Inicialmente, ele teve uma educação religiosa, assim como seus dois primeiros irmãos, Martín López e Basilio Antonio López, que seguiram a vida eclesiástica na ordem dos franciscanos, tendo se matriculado no Real Colégio Seminário de San Carlos, uma instituição de ensino confessional orientada para a preparação de clérigos e que foi fechada durante o governo de Rodríguez de Francia.
Em virtude de ter se destacado nos estudos, Carlos Antonio López recebeu as ordens menores e obteve a posição de catedrático de Artes, ou seja, de professor de Filosofia, do agora Colégio de San Carlos, no ano 1814, quando contava com menos de 25 anos de idade.
No ano de 1817, ele passou a ensinar na cátedra de Teologia Moral e Dogmática do mesmo colégio. Enquanto ensinava no Colégio de San Carlos, também conhecido como Colégio Carolino, ele realizava seus estudos em Direito, o que lhe permitiu exercer a advocacia integralmente após o fechamento desta instituição de ensino em março de 1823.

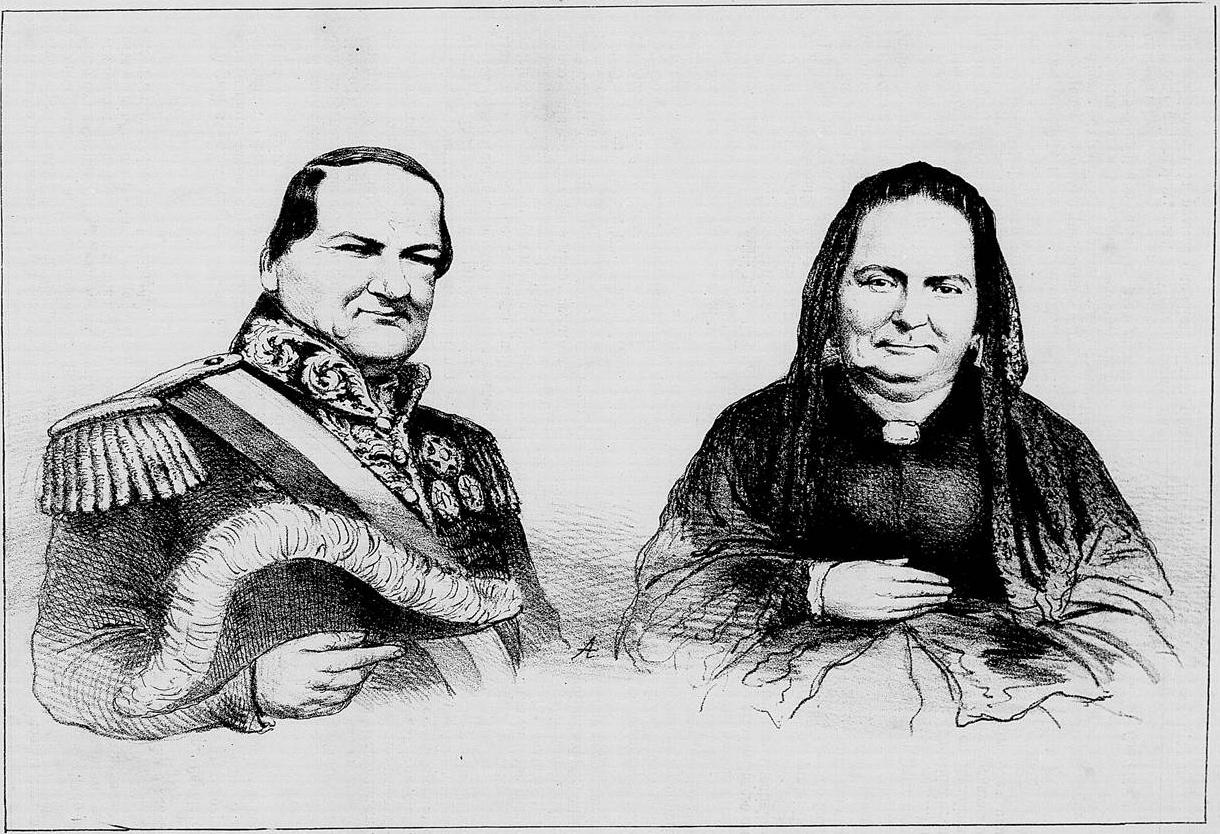
Carlos Antonio López e sua esposa, Joanna Paula Carrillo de López.

Em 1826, Carlos López se casa com Juana Pabla Carrillo Vianna, uma integrante de uma família criolla local detentora de riquezas, recebendo como dote matrimonial uma estância em Vila del Rosario, situada a aproximadamente 240 km ao norte da capital paraguaia.
A consolidação da Ditadura de Rodríguez de Francia contribuiu para que diversos membros da elite rural paraguaia se recolhessem às suas estâncias, ou seja, a suas propriedades rurais, postura que foi adotada também por Carlos Antonio López que ficara no ostracismo até 1840, quando o Ditador Perpétuo Francia faleceu, momento em que Carlos López retorna a Assunção.

## O Consulado
Em 12 de março de 1841, os delegados distritais reunidos em Congresso Geral escolheram como cônsules do Paraguai o então advogado e proprietário de terras, Carlos Antonio López, e o militar Mariano Roque Alonso, este responsável por dar um golpe de estado no Triunvirato formado por Juan José Medina, José Gabriel Benítez y José Domingo Campos, grupo que já havia dado um golpe de estado anterior na Junta de Governo Provisório (Junta de Gobierno Provisional) de cinco membros: Manuel Antonio Ortiz (alcalde primer juez ordinario), Agustín Cañete (comandante en armas do quartel de la Plaza), Pablo Pereira (comandante do quartel do Hospital), Miguel Maldonado (comandante do quartel de S. Francisco) e Gabino Arroyo (comandante do quartel de Rivera).

## Homenagens
A Academia Diplomática y Consular “Carlos Antonio López”, instituição criada na década de 1970 para a formação de diplomatas mantida pelo Ministério das Relações Exteriores do Paraguai, foi nomeada em sua homenagem.
A Rota 09, importante rodovia paraguaia, tem o seu nome.
O Parque Carlos Antonio Lopez é um dos principais parques urbanos de Assunção, que por ser situado na maior cidade do Paraguai, acaba sendo uma das maiores áreas verdes urbanas do país, tendo sido declarado um sítio de interesse turístico pela Secretaria Nacional do Turismo do governo paraguaio.